# Відра (Ілфов)
Відра (рум. Vidra) — село у повіті Ілфов в Румунії. Входить до складу комуни Відра.
Село розташоване на відстані 20 км на південь від Бухареста.

## Населення
За даними перепису населення 2002 року у селі проживали 3437 осіб. Рідною мовою 3435 осіб (99,9%) назвали румунську.
Національний склад населення села:
| Національність | Кількість осіб | Відсоток |
| -------------- | -------------- | -------- |
| румуни         | 3327           | 96,8%    |
| цигани         | 109            | 3,2%     |